# マリー・ド・リュジニャン (ウー女伯)
マリー・ド・リュジニャン（Marie de Lusignan, 1232年ごろ - 1260年10月1日）またはマリー・デクソダン（Marie d'Exoudun）は、ウー伯ラウル2世・ド・リュジニャンとその2番目の妃ヨランド・ド・ドルーの一人娘。父の死によりエクソダン女領主およびウー女伯（在位：1246年 - 1260年）となった。

## 結婚と子女
1249年ごろにエルサレム王ジャン・ド・ブリエンヌの息子アルフォンス・ド・ブリエンヌと結婚した。アルフォンスはこの結婚によりウー伯となった。2人の間には以下の子女が生まれた。
- ジャン2世（1250年頃 - 1294年） - ウー伯[2]
- イザベル（1254年頃 -1302/7年） - ダンピエール領主ジャン2世・ド・ダンピエールと結婚
- マルグリット（1257年頃 - 1310年5月20日） - トゥアール女子爵
- ブランシュ（1260年頃 - 1338年以前） - モビュイソン女子修道院長